# Lijst van rijksmonumenten in Halsteren
De plaats Halsteren, in de Nederlandse provincie Noord-Brabant, telt 20 inschrijvingen in het rijksmonumentenregister. Hieronder een overzicht.
| Object | Oorspronkelijke functie?  | Bouwjaar                          | Architect                  | Locatie                                           | Coördinaten?                  | Nr.?   | Afbeelding |
| --- | ------------------------- | --------------------------------- | -------------------------- | ------------------------------------------------- | ----------------------------- | ------ | --- |
| Boerderij van het Noord-Brabantse langgeveltype, onder afgewolfd pannendak over het woonhuis en rieten dak over stal en schuur. Zesdelige schuiframen en luiken; de woonhuisgevels witgesausd | Boerderij                 | 17e eeuw, met latere verbouwingen |                            | Kruisberg 2                                       | 51° 31' 47" NB, 4° 16' 32" OL | 19986  | Meer afbeeldingen |
| Sint-Martinuskerk | Kerk en kerkonderdeel     | 1457                              |                            | Dorpsstraat 20                                    | 51° 31' 44" NB, 4° 16' 3" OL  | 19987  | Meer afbeeldingen |
| Raadhuis | Overheidsgebouw           | 1633                              |                            | Dorpsstraat 22                                    | 51° 31' 44" NB, 4° 16' 3" OL  | 19988  | Meer afbeeldingen |
| Sancto Antonio | Industrie- en poldermolen | 1817 / 1947                       |                            | Halsterseweg 57A                                  | 51° 31' 2" NB, 4° 16' 37" OL  | 19991  | Meer afbeeldingen |
| Dorpswoning onder dwars, met pannen belegd zadeldak tussen zijtopgevels. In de gepleisterde voorgevel Empire schuiframen (zesdelig) en jaarankers | Woonhuis                  | 1765                              |                            | Kerkstraat 71                                     | 51° 32' 60" NB, 4° 16' 47" OL | 19992  | Dorpswoning onder dwars, met pannen belegd zadeldak tussen zijtopgevels. In de gepleisterde voorgevel Empire schuiframen (zesdelig) en jaarankers |
| Boerderij van het Noord-Brabantse langgeveltype, onder met pannen belegd zadeldak dat aan de ene zijde tegen een topgevel aansluit, aan de andere zijde afgewolfd is | Boerderij                 |                                   |                            | Kladseweg 1                                       | 51° 32' 57" NB, 4° 16' 22" OL | 19993  | Meer afbeeldingen |
| Boerderij van het Noord-Brabantse langgeveltype, met topgevel aan de kop van het woonhuis, waarover zadeldak met pannen, rieten wolfdak over de stal; witgepleisterde gevels waarin zesdelige schuiframen; in de kopgevel jaarankers. Afzonderlijke schuur van het Vlaamse type met rieten wolfdak waaraan voet van pannen, en met bakstenen wanden | Boerderij                 | 1739 (jaarankers)                 |                            | Kruisberg 3                                       | 51° 31' 44" NB, 4° 16' 33" OL | 19995  | Meer afbeeldingen |
| Hoeve 't Slot | Boerderij                 | ca. 1840                          |                            | Slotweg 7                                         | 51° 32' 55" NB, 4° 15' 53" OL | 19996  | Meer afbeeldingen |
| 6e fortenlinie van Bergen op Zoom naar Steenbergen, bestaande uit de forten Roovers, Pinsen, het afgegraven fort Moermont met verbindende linie met bastions | Omwalling                 |                                   |                            | 6e fortenlinie van Bergen op Zoom naar Steenergen | 51° 31' 39" NB, 4° 18' 0" OL  | 19997  | Meer afbeeldingen |
| Kruisberg: boerderijcomplex | Boerderij                 |                                   |                            | Kruisberg 1                                       | 51° 31' 50" NB, 4° 16' 28" OL | 506260 | Meer afbeeldingen |
| Kruisberg: woonhuis | Boerderij                 | 1889 (verb.)                      |                            | Kruisberg 1                                       | 51° 31' 50" NB, 4° 16' 28" OL | 506458 | Upload foto |
| Kruisberg: langsdeelschuur | Boerderij                 | 1800-1850                         |                            | Kruisberg 1                                       | 51° 31' 50" NB, 4° 16' 28" OL | 506459 | Upload foto |
| Kruisberg: bakhuis en hondehok | Boerderij                 | 1850-1900                         |                            | Kruisberg 1                                       | 51° 31' 50" NB, 4° 16' 28" OL | 506460 | Upload foto |
| Paviljoen "De Schorre" | Sport en recreatie        | 1908                              | B.T. Boeyinga              | Hoofdlaan 4                                       | 51° 31' 2" NB, 4° 17' 57" OL  | 517098 | Meer afbeeldingen |
| Hoofdgebouw annex administratiegebouw | Handel en kantoor         | 1930                              | B.T. Boeyinga              | Hoofdlaan 8                                       | 51° 30' 59" NB, 4° 18' 1" OL  | 517099 | Meer afbeeldingen |
| Vrijstaande villa gebouwd in Chaletstijl | Woonhuis                  | ca. 1890                          | vermoedelijk C.P. Van Genk | De Beeklaan 25                                    | 51° 32' 3" NB, 4° 16' 27" OL  | 517101 | Meer afbeeldingen |
| Koetshuis behorende bij een villa | Opslag                    | ca. 1890                          | vermoedelijk C.P. Van Genk | De Beeklaan 25A                                   | 51° 32' 3" NB, 4° 16' 27" OL  | 517102 | Upload foto |
| Sint-Quirinuskerk | Kerk en kerkonderdeel     | 1911                              | J.Th.J. Cuijpers           | Dorpsstraat 51                                    | 51° 31' 38" NB, 4° 16' 8" OL  | 517104 | Meer afbeeldingen |
| Pastorie bij de St. Quirinus kerk | Kerkelijke dienstwoning   | 1911                              | J.Th.J. Cuijpers           | Dorpsstraat 53                                    | 51° 31' 38" NB, 4° 16' 8" OL  | 517105 | Upload foto |
| Vrijstaande villa, thans in gebruik als psychotherapeutisch centrum | Woonhuis                  | 1900                              | C.P. van Genk              | Gasthuisstraat 6                                  | 51° 31' 46" NB, 4° 16' 24" OL | 517158 | Upload foto |